# Masao Harada
Masao Harada (原田正夫?, Harada Masao; Kyoto, 22 settembre 1912 – Yokohama, 22 gennaio 2000) è stato un triplista e lunghista giapponese.
Nel 1934 partecipò alla decima edizione dei Giochi dell'Estremo Oriente che si tennero a Manila, nelle Filippine: conquistò due medaglie d'argento nel salto in lungo e nel salto triplo. Un'altra medaglia d'argento arrivò nel 1936, quando fu secondo nel salto triplo ai Giochi olimpici di Berlino.

## Palmarès
| Anno | Manifestazione              | Sede    | Evento         | Risultato | Prestazione | Note |
| ---- | --------------------------- | ------- | -------------- | --------- | ----------- | ---- |
| 1934 | Giochi dell'Estremo Oriente | Manila  | Salto in lungo | Argento   | 7,26 m      |      |
| 1934 | Giochi dell'Estremo Oriente | Manila  | Salto triplo   | Argento   | 14,98 m     |      |
| 1936 | Giochi olimpici             | Berlino | Salto in lungo | dns       | dns         |      |
| 1936 | Giochi olimpici             | Berlino | Salto triplo   | Argento   | 15,66 m     |      |